# Tom Gallop
Tom Gallop (Rockford (Michigan), 17 augustus 1966) is een Amerikaans acteur.

## Biografie
Gallop heeft gestudeerd aan de Universiteit van Michigan in Ann Arbor.
Gallop begon met acteren in 1991 met de film Dove comincia la notte. Hierna heeft hij nog meerdere rollen gespeeld in films en televisieseries zoals Hudson Street (1995-1996), Jerry Maguire (1996), Mercury Rising (1998), Rude Awakening (1998-2000), A.I.: Artificial Intelligence (2001), CSI: Crime Scene Investigation (2001-2003), The Bourne Supremacy (2004), The Bourne Ultimatum (2007) en Will & Grace (1998-2006).

## Filmografie

### Films
Uitgezonderd korte films.
- 2015 Baby, Baby, Baby - als Jam Body Wash aankondiger
- 2015 Insidious: Chapter 3 - als dr. Henderson
- 2014 Not Safe for Work - als Roger
- 2007 The Bourne Ultimatum – als Tom Cronin
- 2004 The Bourne Supremacy – als Tom Cronin
- 2001 It Is What It Is – als Ty Weber
- 2001 A.I.: Artificial Intelligence – als supernerd
- 1998 Mercury Rising – als dokter
- 1997 Always Say Goodbye – als irritante bruidegom
- 1996 Jerry Maguire – als Ben
- 1993 The Contenders – als Ivo Popescu
- 1993 A Girl's Guide to Sex – als Jeremy
- 1991 Dove comincia la note – als Irving

### Televisieseries
Uitgezonderd eenmalige gastrollen.
- 2019-2021 All Rise - als EZ Driscoll - 5 afl.
- 1998-2006 Will & Grace – als Rob – 17 afl.
- 2001-2003 CSI: Crime Scene Investigation – als advocaat Randy Painter – 5 afl.
- 1998-2000 Rude Awakening – als Jerry Frank – 8 afl.
- 1999 ER – als dr. Roger Julian – 3 afl.
- 1998-1999 Oh Baby – als Jeff – 3 afl.
- 1997 Diagnosis Murder – als Phil Zarkin – 2 afl.
- 1995-1996 Hudson Street – als officier R. Regelski – 22 afl.

- Gemeinsame Normdatei: 106230263X
- International Standard Name Identifier: 0000 0004 9784 3847
- Virtual International Authority File: 311706842